# Pseudopenilidae
Pseudopenilidae is een familie van kreeftachtigen uit de klasse van de Branchiopoda (blad- of kieuwpootkreeftjes).

## Geslacht
- Pseudopenilia Sergeeva, 2004